# 格里尼夫齊 (特盧馬奇區)
48°49′54″N 24°57′2″E / 48.83167°N 24.95056°E
格里尼夫齊（烏克蘭語：Гринівці），是烏克蘭西部的村莊，隸屬伊萬諾-弗蘭科夫斯克州的伊萬諾-弗蘭科夫斯克區。該村始建於1476年，面積15.2平方公里，海拔高度276米，2022年人口1,011，人口密度每平方公里78.3人。